# Pyr1
LIMINIB o Pyr1 és un inhibidor enzimàtic que té la funció d'inhibir la cinasa LIMK. Estudis recents realitzats pel Centre Nacional d'Investigació Científica francès (CNRS), CEA, l'Institut Curie i l'Institut Nacional de la Sanitat i de la Recerca Mèdica (INSERM) i comptant amb la col·laboració d'investigadors australians i britànics, inclouen aplicacions mèdiques com a nova alternativa pel tractament del càncer.
Aquest anticancerós actua sobre les cèl·lules resistents a les quimioteràpies convencionals gràcies a un mecanisme d'acció completament nou. Té com a objectiu no només evitar la multiplicació d'aquestes cèl·lules sinó que també impossibilita la seva mobilitat impedint així la formació de metàstasi. Estudis duts a terme amb tècniques in vitro amb animals i publicats a la revista Cancer Research, demostren que LIMINIB constitueix una alternativa pel tractament del càncer sense efectes secundaris importants.
Pyr1 intervé en l'estabilització de microtúbuls i microfilaments d'actina evitant així una mobilitat descontrolada de les cèl·lules in vitro. Aquestes característiques confereixen no només propietats contra el càncer sinó que també tenen la capacitat de prevenir la metàstasi.

## Investigació i descobriment
L'aparició de tumors resistents limita considerablement l'eficàcia de les quimioteràpies convencionals. A més, la formació de metàstasi és la principal causa de mort entre els pacients de càncer. És per aquest motiu que els investigadors busquen alternatives terapèutiques, especialment la posada a punt de nous medicaments que puguin actuar sobre els càncers resistents impedint la formació de metàstasi. La investigació s'ha estès aproximadament al llarg d'una dècada fins que un grup de biòlegs i químics han obtingut resultats reeixits. La realització de la investigació es va dur a terme utilitzant una plataforma de cribratge d'alt rendiment robòtic: al voltant de 30.000 molècules es van provar fins que finalment una d'elles va presentar l'activitat esperada sobre les cèl·lules tumorals i va ser seleccionada.
Conegut com a LIMINIB (o Pyr1), aquesta nova molècula ha estat identificada com un inhibidor de la cinasa LIM (LIMK). Sobreexpresada als carcinomes invasius, representa una diana terapèutica rellevant que està generant un considerable interès en nombrosos laboratoris. Aquesta cinasa és coneguda per participar en la regulació de la dinàmica de l'esquelet intern de la cèl·lula, constituït per una xarxa de fibres, incloent filaments d'actina i microtúbuls que permeten que les cèl·lules es moguin i es multipliquin, dues propietats que s'utilitzen activament en cèl·lules canceroses.
Els resultats que s'han obtingut a partir d'aquesta investigació manifesten una excel·lent eficàcia de curació. Una investigació que si més no, ha estat dissenyada per descobrir la farmocinètica del LIMINIB. Els objectius que es pretenen assolir en l'àmbit d'investigació clínica són, bàsicament, verificar la seva eficàcia per a la teràpia del càncer a partir d'estudis amb animals, comparar el potencial d'aquest element químic amb el d'altres tractaments de quimioteràpia ja existents i, finalment, assajar la seva eficàcia a l'hora de prevenir i evitar el procés de la metàstasi.

## Experiment
El materials que es van usar per a poder realitzar aquest experiment van ser els següents:
- Placa on dipositar els reguladors químics de la dinàmica dels microtúbuls.
- Agents químics: proteïna recombinant i purificada, plasmidis, anticossos i cèl·lules.
- Microscopi d'immunofluorescència: aquest microscopi va ser usat per visualitzar microtúbuls i cèl·lules.
- Anàlisis immunofluorescència de microtúbuls: les cèl·lules HeLa van ser incubades durant dues hores amb el compost que es volia examinar. Posteriorment, van ser fixades durant sis minuts en metanol i, finalment, processades utilitzant un anticòs específic.

Pel que fa als mètodes se'n van emprar diversos:
- Polimerització de la tubulina: es va adaptar l'assaig de la polimerització dels microtúbuls realitzat per Bonne i altre científics.
- Polimerització de l'actina: un monòmer d'actina va donar lloc a microfilments de d'actina, en un assaig que va tenir lloc en presència o absència de diferents components.
- Experiments de xenotransplantaments de tumors: dotze femelles de ratolins se'ls hi van injectar cèl·lules de la leucèmia. Les dotze femelles van ser separades en dos grups de sis, a un grup se li va injectar Pyr1 durant cinc dies i a l'altre PEG400 durant deu dies. Cada dia les femelles eren observades i pesades. Vint dies després que moris l'últim exemplar es va aturar l'experiment.

Pyr1 suprimeix la inestabilitat dinàmica dels microtúbuls sense dirigir-se directament a la tubulina. Quan es va analitzar l'efecte de Pyr1 en paràmetres d'inestabilitat dinàmica dels microtúbuls, es va veure que Pyr1 suprimeix la taxa de creixement dels microtúbuls i redueix molt la seva longitud de creixement. Aquests efectes, però, ja s'havien descrit anteriorment pels agents estabilitzadors de microtúbuls. Unes anàlisis de la morfologia dels fusos mitòtics van revelar que el fus de les cèl·lules tractades amb Pyr1 eren anormals, concretament, un 82,9% de les cèl·lules tractades amb aquest compost mostraven un fus mitòtic anormal.
Posteriorment, com que els agents que interfereixen en la dinàmica dels microtúbuls condueixen a una detenció del cicle cel·lular G2-M, es va analitzar l'efecte de Pyr1 sobre el cicle cel·lular i es va poder veure que l'efecte no era tan fort com l'efecte del Paclitxel. No obstant això, es va trobar que Pyr1 indueix una detenció del cicle cel·lular en la fase S a la G2-M.
Per provar si Pyr1 interacciona directament amb la tubulina, es va assajar en un assemblatge de tubulina in vitro. Es va trobar que Pyr1 no induïa aquest assemblatge ni quan la tubulina es troba associada amb les seves proteïnes ni quan la tubulina es troba en estat pur. Per tant, aquest experiment suggereix que Pyr1 no interactua directament amb la tubulina. El mateix passa amb l'actina, ja que es va veure que no interacciona directament amb ella.
Com que Pyr1 era capaç d'estabilitzar els microtúbuls, amb un mecanisme diferent al dels taxols, es va provar si podria tenir algun tipus d'interès terapèutic. Es va examinar per primer cop la seva toxicitat en diversos cultius de cèl·lules canceroses, incloent aquells cultius resistents als medicaments que contenen una proteïna que fa que les cèl·lules siguin insensibles a les quimioteràpies actuals. Pyr1 va reduir la viabilitat d'aquests cultius cel·lulars (50% d'inhibició del creixement).
Per determinar si Pyr1 podria tenir algun ús quimioterapèutic, es va examinar la seva toxicitat en ratolins, els quals van rebre injeccions diàries de la molècula durant 7 dies. No es va observar cap signe de malestar transitori relacionat amb el tractament. Els únics petits canvis observats eren als ratolins tractats amb dosis més altes i no es va considerar com una toxicitat significativa. Per tant, en aquest experiment, no es van observar efectes adversos greus deguts a l'administració de Pyr1, el que indica que és ben tolerat. A continuació, es va dur a terme un estudi utilitzant ratolins amb un tipus de leucèmia. La dosi injectada de Pyr1 va ser tres vegades menor que a l'experiment anterior. Els ratolins tractats amb vehicle van morir després de 70 dies i, en canvi, els ratolins tractats amb Pyr1 van sobreviure tots. En conseqüència, es va concloure que Pyr1 induïa a la supervivència completa i, a més a més, es va detectar que no hi havia toxicitat aparent.
En l'experiment es va identificar un tipus de Pyr1 que sovint es dirigeix a les proteïnes cinases, les quals estan involucrades en la regulació del citoesquelet. Per tant, es va posar a prova la capacitat de Pyr1 per inhibir l'activitat de 66 quinases. La inhibició més notable es va observar en LIMK1, la qual va mostrar només un 4% d'activitat quan era inhibida per Pyr1. El substrat de la LIMK1 és la cofilina i es va veure que utilitzant-la com a substrat, Pyr1 inhibeix l'activitat de LIMK1.

## Propietats
Pyr1 és una petita molècula o compost que pertany al grup de piridocarbazols. La seva petita grandària li confereix unes propietats especials, ja que pot ser utilitzat com un petit dispositiu útil per a poderosos procediments científics, sobretot s'ha descobert que té importants aplicacions a nivell anticancerós i antimetastàsic de manera que podria resultar clau en l'assistència mèdica i biològica.
És un controlador temporal proteic d'alt grau, ja que és capaç d'interaccionar en tan sols uns pocs minuts o fins i tot, segons, amb molècules tals com LIMK1. La seva reversibilitat permet fàcilment la seva estimulació i restricció, fent-ne d'ell un compost químic particular, capaç d'activar-se ràpidament i actuar com un inhibidor d'alta especificitat, tan in vitro com "in cellulo". Així, doncs, Pyr 1 és una cèl·lula permeable química agressiva la LIM cinasa (especialment LIMK1).
Pyr1 es pot descriure com una molècula tetracíclica d'estructura simple (vegeu imatge 2). Els seus pocs radicals es troben àmpliament distribuïts al llarg dels anells de benzè. Podem destacar un grup benzoiloxi situat al novè carboni i dos radicals metil en el carboni cinc i onze. També disposa d'un grup cetona en el primer àtom de carboni i dos radicals d'hidrogen en els carbonis dos i sis.
Es tracta d'una molècula que es pot ionitzar, ja que disposa de dos grups amino; la forma més protonada de la molècula es dona a pH=7,4. A més, a un cert pH la càrrega neta de la molècula és zero, aquest pH és el que anomenem punt isoelèctric que en el pyr1 és de 4,03. Per altra banda, podem detectar càrregues parcials degudes a la distribució asimètrica dels electrons en els enllaços entre elements de diferent electronegativitat.
Com ja s'ha esmentat, Pyr1 és una molècula de dimensió altament reduïda. De fet, es calcula que aproximadament la seva conformació espacial ocupa 331.63 Å3 amb un radi mínim de projecció de 18,29 Å (vegeu circumferència verda a la imatge 1) i un radi màxim de projecció de 8,19 Å (vegeu circumferència groga).

## Mecanisme d'acció

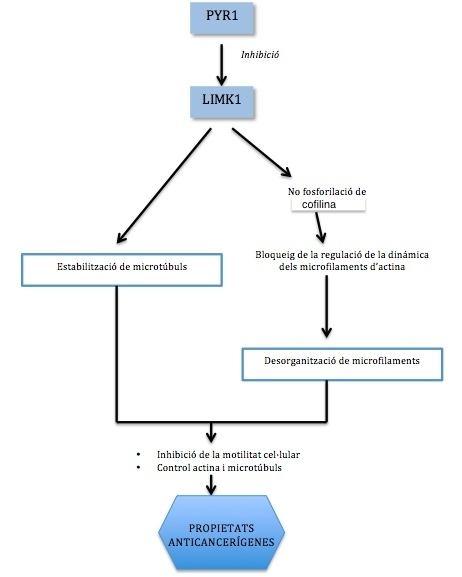
Mecanisme d'acció Pyr1

Els microtúbuls són filaments compostos per α-tubulina i β-tubulina. Són polímers altament dinàmics, i el seu dinamisme és severament regulat per un balanç entre les activitats estabilitzadores de microtúbuls i les proteïnes microtúbul-desestabilitzadores. A més, la interacció creixent dels microtúbuls amb algunes proteïnes, com CLIP 170, dona lloc a l'augment de la seva estabilització. El coneixement detallat dels diferents participants que intervenen en aquests processos i de com interaccionen per regular les funcions dels microtúbuls, encara ara, és limitat. A causa del paper que juguen aquests en la mitosi, els agents específics que puguin actuar sobre aquests seran fàrmacs anticancerosos molt potents. No obstant això, els medicaments trobats fins ara tenen algunes limitacions a causa dels seus efectes secundaris. Endemés, la majoria dels càncers es tornen resistents a aquestes drogues.
Com a alternativa a aquests medicaments s'ha descobert, mitjançant assajos realitzats amb cèl·lules, el Pyr1, el qual és un inhibidor competitiu permeable cel·lular de LIM cinasa (especialment LIMK1), que és l'enzim que fosforila i inactiva el factor de la despolimerització de l'actina, també anomenat cofilina. Els inhibidors competitius es caracteritzen pel fet que s'uneixen reversiblement al centre actiu on hi hauria d'anar el substrat, i per tant, l'inhibidor i el substrat competeixen pel mateix lloc. Pyr 1 estabilitza reversiblement els microtúbuls, bloqueja la dinàmica dels microfilaments d'actina i inhibeix la mobilitat cel·lular, prevenint així la multiplicació cel·lular mitjançant un mecanisme diferent del del taxol, un medicament contra el càncer àmpliament utilitzat. En conseqüència, l'activitat de Pyr1 en la inhibició de la fosforilació de la cofilina, va portar a proposar que LIMINIB té propietats anticanceroses.

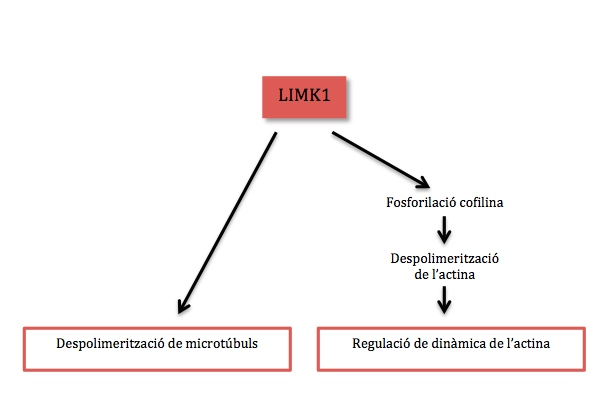
Mecanisme d'acció LIMK1

La inhibició de LIM cinasa causa un efecte estabilitzador dels microtúbuls, els quals són unes estructures filamentoses que poden ser visualitzades utilitzant anticossos específics en tècniques de microscòpia d'immunofluorescència. En efecte, Pyr1 no interacciona directament amb la tubilina dels microtúbuls, sinó que ho fa amb les seves proteïnes associades. Aquest efecte estabilitzador és independent dels efectes desorganitzadors produïts en el citoesquelet d'actina.
Segons l'estudi que es va realitzar, Pyr1 reten la seva activitat en les cèl·lules canceroses resistents a altres fàrmacs, les quals són resistents als agents convencionals de targeting de microtúbuls. Els investigadors van suggerir que LIM cinasa té la funció de regular l'actina i la dinàmica dels microtúbuls. Per tant, LIM cinasa pot representar un enzim objecte d'orientació per al tractament del càncer. A més a més, segons l'estudi realitzat en un ratolí, no només la molècula és eficaç, sinó també podria ser tolerable en l'organisme. Per tant, Pyr1 podria ser utilitzat en el desenvolupament de tractaments alternatius per aquells pacients els quals les teràpies ja no són una opció.

## Aplicacions mèdiques

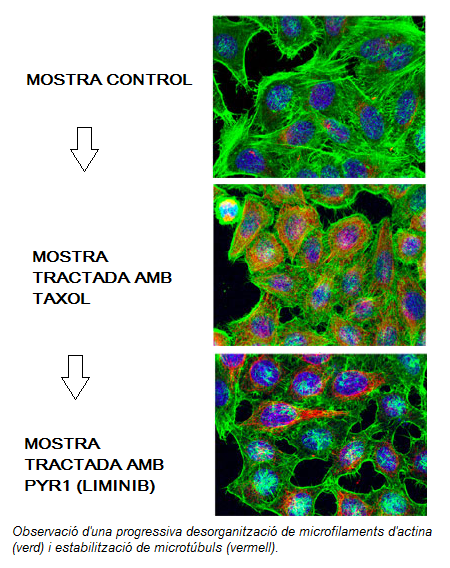

Un dels grans problemes del càncer és la metàstasi, és a dir, el despreniment i transport de les cèl·lules canceroses des del tumor principal a altres parts del cos a través del torrent sanguini. A més a més, l'aparició de fàrmacs resistents a les cèl·lules canceroses limita l'ús de les drogues normalment emprades en la quimioteràpia convencional. D'aquí se'n deriva la urgent necessitat de trobar fàrmacs que puguin combatre aquestes cèl·lules i evitin la metàstasi del tumor.
Així doncs, cal que aquests fàrmacs evitin la divisió descontrolada de les cèl·lules, impedint en algun dels seus passos la reproducció cel·lular. És aquí on el LIMINIB té un paper important: el fet que la inhibició de la LIM estabilitzi els microtúbuls impedeix, entre altres processos, la formació del fus acromàtic en les primeres fases de la divisió i, per tant, evita que la cèl·lula es reprodueixi.
D'altra banda, cal destacar que aquesta inhibició comporta una alteració en la dinàmica de l'actina, procés també essencial en la reproducció de les cèl·lules. El LIMINIB fa que disminueixi l'activació de la cofilina, proteïna reguladora de la polimerització i despolimerització de l'actina. Aquest fet es deu al fet que la cofilina és activada precisament per la LIM cinasa LIMK1. La conseqüència directa és la incapacitat de la divisió cel·lular, ja que la interacció entre l'actina i els microtúbuls és essencial per a la correcta orientació del fus acromàtic.
La importància d'aquest inhibidor davant la resta rau en el fet que no és tòxic, a diferència, per exemple, del taxol, que tot i haver estat utilitzat en nombrosos tractaments anticancerosos, ha demostrat tenir uns efectes secundaris severs. Els principals solen ser toxicitat neuronal i supressió de la medul·la òssia. És per això que moltes d'aquestes drogues s'han deixat d'usar en teràpies anticanceroses. Cal afegir que moltes cèl·lules canceroses es tornen resistents a aquests compostos i, per tant, redueixen parcialment o completament la seva eficàcia. En el cas del LIMINIB s'ha vist que afecta totes les cèl·lules, incloses les que acostumen a ser resistents als inhibidors.
Els efectes del LIMINIB no s'han comprovat en humans, però els resultats d'un estudi preclínic "pilot" realitzat amb ratolins són encoratjadors: han revelat, no només una bona eficàcia d'aquesta molècula, sinó que també una bona tolerància a aquesta. Mentre que els ratolins malalts han tingut un desenvolupament característic del càncer, els ratolins tractats amb LIMNIB han augmentat notòriament la seva supervivència sense patir pèrdues de pes ni aparents efectes tòxics.
A continuació es mostra una taula amb els primers resultats d'experiments fets amb cultius de cèl·lules canceroses humanes i on es demostra l'eficàcia del Pyr1 amb relació a la reducció del creixement d'aquests cultius:
| Cultiu     | Tipus                                        | Concentració de Pyr1 que inhibeix el 50% del creixement cel·lular, mmol/L |
| HeLa       | Adenocarcinoma cervical humà                 | 1                                                                         |
| 786-O      | Adenocarcinoma renal humà                    | 55                                                                        |
| NCl H460   | Adenocarcinoma pulmonar humà                 | 6                                                                         |
| MCF7       | Adenocarcinoma de pit humà                   | 62                                                                        |
| MES-SA     | Sarcoma uterí humà                           | 26                                                                        |
| MES-SA/DX5 | Cultiu resistent a drogues derivad de MES-SA | 27                                                                        |
| HEK-293    | Cultiu derivat de fetge humà embrionari      | 3                                                                         |
| ---------- | -------------------------------------------- | ------------------------------------------------------------------------- |

A curt termini, aquests treballs podrien conduir al desenvolupament de tractaments alternatius per als pacients amb càncer sense causar-los efectes secundaris relacionats amb la toxicitat.